# Nigel Kennedy

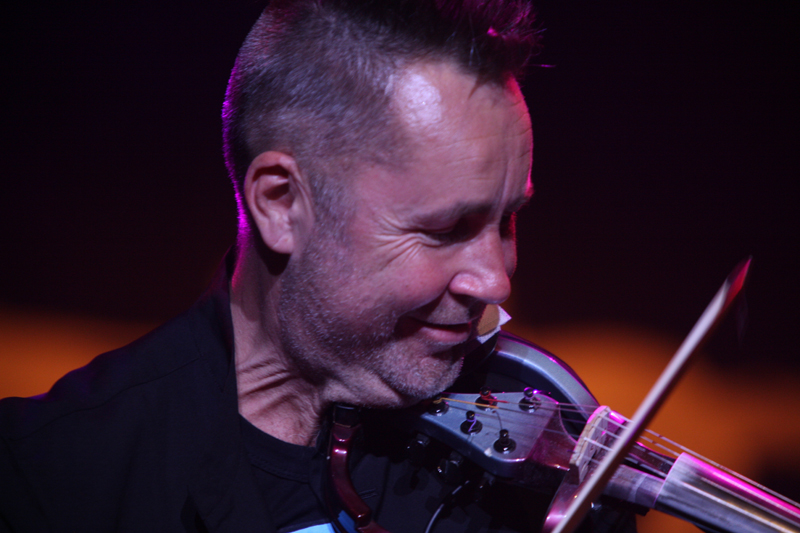
Nigel Kennedy in 2010

Nigel Kennedy (Brighton, 28 december 1956) is een Brits violist die mede bekend is geworden door zijn punkachtige uiterlijk. Hij heeft les gehad van Yehudi Menuhin en Dorothy DeLay. Hij viel in de jaren tachtig van de twintigste eeuw op door klassieke muziek te brengen zonder het traditionele formele vertoon, en heeft zo een aantal klassieke stukken voor een groter publiek populair gemaakt. Hij heeft de meeste "grote" vioolconcerten uitgevoerd en opgenomen. Zijn repertoire beperkt zich niet tot klassieke muziek, maar hij speelt ook samen met bijvoorbeeld de Poolse band Kroke en is onder andere ook te horen op de cd/dvd "Live at The Royal Albert Hall" van The Who.
In 1990 scoorde hij zijn enige hit Spring (vivaldi's four seasons) tot op heden, die in Nederland de nummer 21-positie in de Top40 haalde en Alarmschijf was.